# Picnic at Hanging Rock (serie de televisión)
Picnic at Hanging Rock es una serie de televisión australiana de género dramático, basada en la novela del mismo título. La historia trata de un grupo de estudiantes de un colegio femenino que, durante una excursión a Hanging Rock, Victoria, desaparecen de manera misteriosa. En España se estrenó el 24 de junio de 2018 con el título de El Misterio de Hanging Rock en el canal COSMO.

## Producción
El rodaje comenzó en febrero de 2017 en  Labassa, Caulfield, Mandeville Hall, Toorak, Rippon Lea, Elsternwick, Werribee Park, así como Lysterfield Park.

## Reparto principal
- Natalie Dormer como Mrs Hester Appleyard
- Lola Bessis como Mademoiselle Dianne de Poitiers
- Yael Stone como Miss Dora Lumley
- Anna McGahan como Miss Greta McCraw
- Sibylla Budd como Mrs Valange
- Lily Sullivan como Miranda Reid
- Madeleine Madden como Marion Quade
- Samara Weaving como Irma Leopold
- Ruby Rees como Edith Horton
- Inez Curro como Sara Waybourne

### Reparto secundario
- Randall Berger
- Kate Bradford
- Mark Coles Smith
- Ines English
- Kaarin Fairfax
- John Flaus
- Mayah Fredes
- Ros Gentle
- Harrison Gilbertson
- Marcus Graham
- Emily Gruhl
- Kym Gyngell
- Don Hany
- Huw Higginson
- James Hoare
- Rob Jacobson
- Felix Johnson
- Markella Kavenagh
- Julie Nihill
- Jonny Pasvolsky
- Philip Quast
- Alyssa Tuddenham
- Bethany Whitmore

## Emisión en otros países
La serie se estrenó en Australia en el canal Showcase en 2018. En Reino Unido se puede ver en la BBC, Canal+ en Francia y Amazon Video en Estados Unidos.